# Let's Hide Away and Dance Away with Freddy King
《Let's Hide Away and Dance Away with Freddy King》은 미국의 블루스 기타리스트 겸 가수 프레디 킹의 1961년 두 번째 스튜디오 음반이다. 킹 레코드에서 발매된 이 음반에는 영향력 있는 많은 곡과 히트곡인 〈Hide Away〉와 〈San-Ho-Zay〉가 수록되어 있다. 전자는 블랙 싱글 차트 5위, 빌보드 핫 100 차트 29위, 후자는 4위와 47위에 올랐다. 그 음반은 그 자체로 영향력이 있어 비판적으로 호평을 받았다.

## 비판적 수신 및 영향
| 전문가 평가 | 전문가 평가 |
| 평가 점수   | 평가 점수   |
| 출처        | 점수        |
| ----------- | ----------- |
| Allmusic    | [ 1 ]       |

음반과 수록곡 중 몇 곡이 영향력이 있었다. 2006년의 《블루스 백과사전》에 따르면, 〈Hide Away〉라는 곡은, 그 당시 "블루스 밴드의 필수품"이자 "오늘날 공연하는 수많은 블루스와 록 뮤지션들의 표준"이 되었다. 블루스에 대한 모든 뮤직 가이드는 〈Hide Away〉에 덧붙여 프레디 킹의 시그니처 곡과 가장 영향력 있는 녹음"으로 묘사하고 있는 〈Hide Away〉 외에, 음반에 수록된 다른 몇몇 곡들도 〈San-Ho-Zay〉와 〈The Stumble〉을 포함한 블루스 고전이 되었다. 《블루스 백과사전》은 〈Sen-Sa-Shun〉 역시 연주 밴드가 좋아하는 노래가 되었다고 덧붙인다. 〈Hide Away〉와 〈Heads Up〉을 여러 차례 생중계한 그레이트풀 데드의 제리 가르시아는 그에게 영감을 준 음반 수록곡 중 〈San-Ho-Zay〉와 〈Sensation〉을 구체적으로 언급했다.
이 음반은 유명한 블루스 기타리스트인 스티비 레이 본의 영향으로 인용되었다. 이 음반은 비판적으로 호평을 받았고, 《블루스 백과사전》에서는 "높게 존중된다"라고 기술되어 있다. 2007년 《휴스턴 크로니클》은 이 음반을 텍사스 블루스 75장의 필수 음반 리스트에 6위로 등재해 "길머의 킹이 〈Hide Away〉라는 곡만 녹음했다면 영향력 있는 블루스 기타 연주자로서의 전설은 안전할 것이다. 하지만 이 음반 전체가 요리된다."

## 곡 목록
모든 곡들은 특별한 언급이 없는 한 프레디 킹과 소니 톰슨에 의해 작사/작곡하였다.
| #   | 제목                  | 재생 시간 |
| --- | --------------------- | --------- |
| 1.  | 〈Hide Away〉         | 2:43      |
| 2.  | 〈Butterscotch〉      | 3:04      |
| 3.  | 〈Sen-Sa-Shun〉       | 2:54      |
| 4.  | 〈Side Tracked (킹)〉 | 3:07      |
| 5.  | 〈The Stumble〉       | 3:14      |
| 6.  | 〈Wash Out〉          | 2:38      |
| 7.  | 〈San-Ho-Zay〉        | 2:40      |
| 8.  | 〈Just Pickin' (킹)〉 | 2:33      |
| 9.  | 〈Heads Up〉          | 2:33      |
| 10. | 〈In the Open〉       | 3:11      |
| 11. | 〈Out Front〉         | 2:40      |
| 12. | 〈Swooshy〉           | 2:19      |